# Josef Bican
Josef Bican, Pepi (Bécs, 1913. szeptember 25. – Prága, 2001. december 12.) osztrák és csehszlovák válogatott cseh labdarúgó, csatár és edző.

## Pályafutása
A karrierje 1931-től 1955-ig tartott. Ezen időszak alatt 530 meccs alatt 805 gólt szerzett. Eredményéért 1997-ben a müncheni futballtörténészek nemzetközi szervezetétől megkapta a világ 20. századi gólkirályának járó trófeát. Ő a világ második legtöbb gólt szerző labdarúgója.